# Gilocourt
Gilocourt is een gemeente in het Franse departement Oise (regio Hauts-de-France) en telt 590 inwoners (2004). De plaats maakt deel uit van het arrondissement Senlis.

## Geografie
De oppervlakte van Gilocourt bedraagt 7,0 km², de bevolkingsdichtheid is 84,3 inwoners per km².
De onderstaande kaart toont de ligging van Gilocourt met de belangrijkste infrastructuur en aangrenzende gemeenten.

## Demografie
Onderstaande figuur toont het verloop van het inwonertal (bron: INSEE-tellingen).